# Lukas Raeder
Lukas Raeder (* 30. Dezember 1993 in Essen) ist ein ehemaliger deutscher Fußballtorwart. 

## Karriere
Raeder begann 1999 beim Essener Sport Verein 10/21 mit dem Fußballspielen und absolvierte von 2001 bis 2004 drei Spielzeiten beim aus dem ESV 10/21 hervorgegangenen ESC Rellinghausen 06. Danach spielte er je drei Spielzeiten in den Jugendabteilungen des MSV Duisburg und von Rot-Weiss Essen. Von 2010 bis 2012 war Raeder in der U-19-Nachwuchsmannschaft des FC Schalke 04 aktiv.
Er wurde 2012 vom FC Bayern München verpflichtet. Für dessen zweite Mannschaft kam er in der Regionalliga Bayern zum Einsatz. Nach zuvor 24 B-Jugend- und 34 A-Jugend-Bundesligaspielen debütierte er am 21. Juli 2012 (1. Spieltag) beim 1:1 im Heimspiel gegen den FC Augsburg II für den FC Bayern München II. In seiner ersten Saison bestritt er 19 von 38 Regionalligaspielen. Im August 2012 erlitt er einen Kreuzbandriss und wurde operiert. Am 12. April 2014 gehörte er als Ersatz des zweiten Torhüters Tom Starke erstmals dem Profikader an und kam nach dem verletzungsbedingten Ausfall von Manuel Neuer bei der 0:3-Niederlage im Heimspiel gegen Borussia Dortmund in der 46. Minute zu seinem Bundesligadebüt. Am folgenden Spieltag am 19. April 2014 kam er beim Auswärtsspiel gegen Eintracht Braunschweig zu seinem Startelfdebüt, bei dem er einen Treffer vorbereitete. Am 16. April 2014 bestritt er das Halbfinale um den DFB-Pokal über 90 Minuten, das er mit den Bayern in der Allianz Arena mit 5:1 gegen den Zweitligisten 1. FC Kaiserslautern gewann.
Nach Ende seiner Vertragslaufzeit wechselte er zur Saison 2014/15 zum portugiesischen Erstligisten Vitória Setúbal, bei dem er einen bis zum 30. Juni 2017 laufenden Vertrag unterzeichnete. Sein Ligadebüt gab er am 18. August 2014 (1. Spieltag) bei der 0:2-Niederlage im Auswärtsspiel gegen Rio Ave FC. Anschließend wechselte er im September 2017 zum englischen Drittligisten Bradford City, für den er am 13. Januar 2018 (28. Spieltag) bei der 1:2-Niederlage im Heimspiel gegen Northampton Town sein Punktspieldebüt in der Football League One gab. Es blieb sein einziges Ligaspiel; am Saisonende verließ er den Verein wieder.
Zur Saison 2018/19 wurde Raeder von seinem ehemaligen Verein, dem Regionalligisten Rot-Weiss Essen verpflichtet, um die verletzungsbedingten Ausfälle der Torhüter Marcel Lenz und Robin Heller zu kompensieren; er erhielt einen bis zum Saisonende laufende Vertrag mit der Option auf eine weitere Spielzeit. Raeder kam auf 19 Regionalligaeinsätze und verließ den Verein mit seinem Vertragsende.
Zur Saison 2019/20 wechselte Raeder in die Regionalliga Nord zum VfB Lübeck, bei dem er einen bis zum 30. Juni 2021 laufenden Vertrag erhielt. Unter dem Cheftrainer Rolf Martin Landerl ging er als Ersatz von Benjamin Gommert in die Saison und verdrängte diesen ab dem 4. Spieltag. Im März wurde die Saison aufgrund der COVID-19-Pandemie unterbrochen. Der VfB hatte zu diesem Zeitpunkt 25 Spiele absolviert, davon 22 mit Raeder im Tor, und stand auf dem 1. Platz. Als der Abbruch der Spielzeit beschlossen wurde, wurde der VfB zum Meister und Aufsteiger in die 3. Liga erklärt, da die Nord-Staffel in diesem Jahr den Direktaufsteiger stellte. Raeder absolvierte in der Saison 2020/21 37 Drittligaspiele und musste nur am letzten Spieltag Gommert den Vortritt lassen, als der VfB bereits als Absteiger feststand. Anschließend verließ er den Verein mit seinem Vertragsende.
Zur Saison 2021/22 schloss sich Raeder dem bulgarischen Erstligisten Lokomotive Plowdiw an, bei dem er einen bis zum 30. Juni 2023 laufenden Vertrag unterschrieb.
Im Sommer 2022 kehrte er nach Deutschland zurück und schloss sich dem MSV Duisburg in der 3. Liga an. Seit dem 30. Juni 2023 hielt er sich beim TUSEM Essen III fit und verkündete am 9. November 2023 sein Karriereende. Allerdings gab Raeder am 23. Januar 2024 mit Unterschrift beim TuS Bövinghausen sein Comeback bekannt.

## Erfolge
VfB Lübeck
- Meister Regionalliga Nord 2020 und Aufstieg in die 3. Liga

FC Bayern München
- FIFA-Klub-Weltmeister 2013 (ohne Einsatz)
- UEFA-Super-Cup-Sieger 2013 (ohne Einsatz)
- Champions-League-Sieger 2013 (ohne Einsatz)
- Deutscher Meister 2013 (ohne Einsatz), 2014
- DFB-Pokal-Sieger 2013 (ohne Einsatz), 2014
- Regionalliga-Meister 2014

FC Schalke 04
- Deutscher A-Juniorenmeister 2012